# Mistrzostwa Europy w Lekkoatletyce 1934
Mistrzostwa Europy w Lekkoatletyce 1934 – 1. edycja mistrzostw Europy w lekkoatletyce zorganizowana przez Komitet Europejski w dniach 7–9 września 1934 na Stadio Municipale Benito Mussolini w Turynie w Królestwie Włoch. W zawodach wzięło udział 226 sportowców (wyłącznie mężczyzn) z 23 państw, którzy startowali w 22 konkurencjach – 13 biegowych, 8 technicznych i 1 wieloboju. Klasyfikację medalową wygrała reprezentacja III Rzeszy Niemieckiej.

## Tło zawodów
W 1926 r. ówczesny prezes Węgierskiego Związku Lekkiej Ateltyki – Szilard Stankovits na posiedzeniu Rady Międzynarodowej Federacji Amatorskiej Lekkiej Atletyki (IAAF) zaproponował powołanie do życia mistrzostw Europy jednak jego propozycja została odrzucona. Sześć lat później, na Kongresie IAAF w 1932 r., Węgier przedstawił swój projekt i przeprowadził zmiany statutu IAAF dzięki czemu przy tej organizacji powołana została Komisja Europejska IAAF. 24 września 1933 w Berlinie, zaakceptowano regulamin mistrzostw i przyznano organizację pierwszej ich edycji Turynowi w Królestwie Włoch.

## Państwa uczestniczące
Według nieoficjalnych podsumowań w zmaganiach uczestniczyło 223 zawodników reprezentujących 23 drużyny narodowe (o trzech lekkoatletów mniej niż w raporcie oficjalnym). W nawiasach podano liczbę zawodników w danej reprezentacji.
- Austria (6)
- Belgia (3)
- Bułgaria (2)
- Czechosłowacja (13)
- Dania (2)
- Estonia (13)
- Finlandia (20)
- Francja (18)
- Grecja (2)
- Holandia (8)
- Jugosławia (2)
- Litwa (3)
- Luksemburg (4)
- Łotwa (6)
- Norwegia (4)
- Polska (5)
- Portugalia (1)
- III Rzesza (27)
- Rumunia (1)
- Szwajcaria (11)
- Szwecja (18)
- Węgry (17)
- Włochy (41)

## Wyniki

### Konkurencje biegowe
| Konkurencja:                   | Złoto:                                                                    | Czas      | Srebro:                                                              | Czas      | Brąz:                                                                   | Czas      |
| 100 m (szczegóły)              | Chris Berger                                                              | 10,6      | Erich Borchmeyer                                                     | 10,7      | József Sír                                                              | 10,7      |
| 200 m (szczegóły)              | Chris Berger                                                              | 21,5      | József Sír                                                           | 21,5      | Martinus Osendarp                                                       | 21,6      |
| 400 m (szczegóły)              | Adolf Metzner                                                             | 47,9      | Pierre Skawinski                                                     | 48,0      | Bertil von Wachenfeldt                                                  | 48,0      |
| 800 m (szczegóły)              | Miklós Szabó                                                              | 1:52,0    | Mario Lanzi                                                          | 1:52,0    | Wolfgang Dessecker                                                      | 1:52,0    |
| 1500 m (szczegóły)             | Luigi Beccali                                                             | 3:54,6    | Miklós Szabó                                                         | 3:55,2    | Roger Normand                                                           | 3:57,0    |
| 5000 m (szczegóły)             | Roger Rochard                                                             | 14:36,8   | Janusz Kusociński                                                    | 14:41,2   | Ilmari Salminen                                                         | 14:43,6   |
| 10 000 m (szczegóły)           | Ilmari Salminen                                                           | 31:02,6   | Arvo Askola                                                          | 31:03,3   | Henry Nielsen                                                           | 31:27,4   |
| Maraton (szczegóły)            | Armas Toivonen                                                            | 2-52:29,0 | Thore Enochsson                                                      | 2-54:35,6 | Aurelio Genghini                                                        | 2-55:03,4 |
| 110 m przez płotki (szczegóły) | József Kovács                                                             | 14,8      | Erwin Wegner                                                         | 14,9      | Holger Albrechtsen                                                      | 15,0      |
| 400 m przez płotki (szczegóły) | Hans Scheele                                                              | 53,2      | Akilles Järvinen                                                     | 53,7      | Christos Mandikas                                                       | 54,9      |
| 4 × 100 m (szczegóły)          | III Rzesza Egon Schein Erwin Gillmeister Gerd Hornberger Erich Borchmeyer | 41,4      | Węgry László Forgács József Kovács József Sír Gyula Gyenes           | 41,4      | Holandia Martinus Osendarp Tjeerd Boersma Bob Jansen Chris Berger       | 41,6      |
| 4 × 400 m (szczegóły)          | III Rzesza Helmut Hamann Hans Scheele Harry Voigt Adolf Metzner           | 3:14,1    | Francja Robert Paul Georges Guillez Raymond Boisset Pierre Skawinski | 3:15,6    | Szwecja Sven Strömberg Pelle Pihl Gustaf Ericson Bertil von Wachenfeldt | 3:16,6    |
| Chód na 50 km (szczegóły)      | Jānis Daliņš                                                              | 4-49:52,6 | Arthur Schwab                                                        | 4-53:08,0 | Ettore Rivolta                                                          | 4-54:05,4 |

### Konkurencje techniczne
| Konkurencja:               | Złoto:           | Wynik   | Srebro:           | Wynik   | Brąz:           | Wynik   |
| Skok wzwyż (szczegóły)     | Kalevi Kotkas    | 2,00 m  | Birger Halvorsen  | 1,97 m  | Veikko Peräsalo | 1,97 m  |
| Skok o tyczce (szczegóły)  | Gustav Wegner    | 4,00 m  | Bo Ljungberg      | 4,00 m  | John Lindroth   | 3,90 m  |
| Skok w dal (szczegóły)     | Wilhelm Leichum  | 7,45 m  | Otto Berg         | 7,31 m  | Luz Long        | 7,25 m  |
| Trójskok (szczegóły)       | Wim Peters       | 14,89 m | Eric Svensson     | 14,83 m | Onni Rajasaari  | 14,74 m |
| Pchnięcie kulą (szczegóły) | Arnold Viiding   | 15,19 m | Risto Kuntsi      | 15,19 m | František Douda | 15,18 m |
| Rzut dyskiem (szczegóły)   | Harald Andersson | 50,38 m | Paul Winter       | 47,09 m | István Donogán  | 45,91 m |
| Rzut młotem (szczegóły)    | Ville Pörhölä    | 50,34 m | Fernando Vandelli | 48,69 m | Gunnar Jansson  | 47,85 m |
| Rzut oszczepem (szczegóły) | Matti Järvinen   | 76,66 m | Matti Sippala     | 69,97 m | Gustav Sule     | 69,31 m |

### Wieloboje
| Konkurencja:              | Złoto:                | Wynik     | Srebro:       | Wynik     | Brąz:          | Wynik     |
| Dziesięciobój (szczegóły) | Hans-Heinrich Sievert | 6858 pkt. | Leif Dahlgren | 6666 pkt. | Jerzy Pławczyk | 6399 pkt. |

## Tabela medalowa
| Miejsce | Państwo        | Złoto | Srebro | Brąz | Razem |
| ------- | -------------- | ----- | ------ | ---- | ----- |
| 1.      | III Rzesza     | 7     | 2      | 2    | 12    |
| 2.      | Finlandia      | 5     | 4      | 4    | 13    |
| 3.      | Holandia       | 3     | 0      | 2    | 5     |
| 4.      | Węgry          | 2     | 3      | 2    | 7     |
| 5.      | Szwecja        | 1     | 4      | 3    | 8     |
| 6.      | Francja        | 1     | 3      | 1    | 5     |
| 7.      | Włochy         | 1     | 2      | 2    | 5     |
| 8.      | Estonia        | 1     | 0      | 1    | 2     |
| 9.      | Łotwa          | 1     | 0      | 0    | 1     |
| 10.     | Norwegia       | 0     | 2      | 1    | 3     |
| 11.     | Polska         | 0     | 1      | 1    | 2     |
| 12.     | Szwajcaria     | 0     | 1      | 0    | 1     |
| 13.     | Czechosłowacja | 0     | 0      | 1    | 1     |
| 13.     | Dania          | 0     | 0      | 1    | 1     |
| 13.     | Grecja         | 0     | 0      | 1    | 1     |